# Кахетски хребет
Кахетският хребет (на грузински: კახეთის ქედი; на руски: Кахетский хребет) е планински хребет, простиращ се от юг на север, като леко изпъкнала на запад дъга, в североизточната част на Грузия, между левите притоци на река Кура реките Йори на запад и Алазани на изток. На север се свързва с Главния (Водоразделен) хребет на Голям Кавказ в района на връх Борбало (3294 m), а на югоизток постепенно се понижава и преминава в ниския Циви-Гамборския хребет. Дължина 120 km. Максимална височина връх Лагаимста 2597 m, (42°18′23″ с. ш. 45°13′28″ и. д. / 42.306389° с. ш. 45.224444° и. д.), издигащ се в северната му част. Изграден е от пясъчници, мергели и шисти. Покрит е с гъсти широколистни гори и храсти, а високите му части над 2000 m на север – с планински пасища. В западното му подножие, на река Йори е разположено сгт Тианети, а в източното, на река Алазани – град Ахмета.

## Топографска карта
- К-38-XVI М 1:200000[2]